# Avortement en Pologne
L'avortement en Pologne, pays de forte tradition catholique, est autorisé et gratuit de 1956 à 1993. Il n'est plus autorisé depuis 2020 que dans deux circonstances : grossesse résultant d'un viol, risque pour la vie ou la santé de la femme enceinte. Il peut être difficile pour les femmes enceintes de faire valoir leur droit à l'avortement à cause de la loi très restrictives. De fait, le nombre d'interruptions de grossesse pratiquées chaque année dans le cadre légal se limite à quelques centaines. Aucun IVG pour viol n'est pratiqué en Pologne, malgré la possibilité dans la loi à cause de l'encadrement très restrictif. Il faut avoir prouvé le viol aux yeux de la justice. Cette interdiction conduit à des décès de femmes enceintes ayant des grossesses à risque. Par crainte d'être condamnés, les médecins refusent de les prendre en charge et les laissent mourir,,.
Seules les personnes aidant la femme enceinte à avorter sont passibles de sanctions pénales,,. Pour avorter, les Polonaises peuvent partir à l'étranger quand elles ont les moyens financiers, ou se procurer par correspondance des pilules abortives. Le nombre annuel de femmes polonaises ayant recours à une IVG est estimé entre 80 000 et 100 000. Les femmes dont les demandes d’avortement correspondent aux conditions légales doivent parfois y renoncer (refus des médecins, pression psychologique, etc). Selon les chiffres officiels, le nombre d’avortements légaux en Pologne est passé d'environ 130 000 dans les années 1980 à moins de 2 000 dans les années 2010.
Le droit à l'avortement est au centre d'un intense débat en Pologne et une large partie de l'opinion réclame une libéralisation de l'IVG. Selon un sondage publié sur Euronews, 83,7 % des Polonais sont favorables à une libération de la loi sur l'avortement. Seules 11,5 % des personnes interrogées souhaitent maintenir le statut légal actuel.

## Historique
L'avortement a été encadré en Pologne après une loi de 1993 l'autorisant pour raison médicale « stricte », en cas de viol ou d'inceste, et lorsque la femme enceinte a moins de 15 ans.
C'est en 1956 qu'est introduite une nouvelle loi qui autorise un médecin à pratiquer un avortement « en raison des conditions de vie difficiles de la femme enceinte ». En pratique cette loi conduit à une libéralisation du droit à l'avortement dans la Pologne communiste. En 1988, le nombre d'avortements s'élève à 105 333. Soit presque le même nombre que les estimations actuelles.

### Loi de 1993
Après la chute du régime communiste, une nouvelle loi est votée en 1993, fruit d'un compromis entre l'Église catholique et l'État. L'avortement n'est plus possible que dans trois cas : grossesse résultant d'un acte illégal (viol, inceste, etc.), malformation grave du fœtus, risque pour la vie ou la santé de la femme enceinte. Dans le premier cas (acte illégal), l'avortement doit être autorisé par un juge et peut avoir lieu jusqu'à la douzième semaine de grossesse. Dans les deux autres cas, la décision appartient au médecin. En dehors de ces trois cas, il est interdit à toute personne de pratiquer un avortement sur une femme enceinte et/ou d'aider une femme enceinte à avorter sous peine d'une sanction pouvant aller jusqu’à trois ans de prison ferme (jusqu’à huit ans si le fœtus est viable). Par contre, la femme enceinte qui se fait avorter ou qui avorte par ses propres moyens n'est pas passible de sanctions pénales.
Revenue au pouvoir en septembre 1993, la gauche tente de permettre l’avortement en cas de « situations sociales difficiles pour la mère » mais rencontre l'opposition du président Lech Wałęsa qui impose son véto. L’interdiction de l’avortement n’aurait pas eu d’impact sur la natalité, déclinante en Pologne. Le taux de fécondité baisse continuellement depuis 1989 pour atteindre actuellement 1,3 enfant par femme.

### Projet de réforme de 2016
Selon un projet de loi présenté le 23 septembre 2016, toute femme qui avorterait ou toute personne qui pratiquerait un avortement (médecin, infirmier) serait passible d’une peine de cinq ans de prison, l'IVG restait autorisée uniquement en cas de menace pour la vie de la mère est en danger, ce qui ferait alors de la Pologne le pays le plus restrictif avec Chypre, qui l’interdit dans les textes, mais le tolère en cas de viol ou d’inceste, et Malte, où l’IVG est totalement interdite. La proposition d'initiative citoyenne déposée par le comité "Stop Avortement" se heurte cependant à une forte mobilisation populaire. Le 3 octobre, 100 000 « femmes en grève» se sont ainsi réunies à travers tout le pays, vêtues de noir, pour demander l'abandon de ce projet. Jarosław Kaczyński, président du parti majoritaire Droit et justice (PiS), justifie un revirement inattendu : « Nous avons le plus grand respect pour les signataires de la proposition de loi, mais en observant la situation sociale, nous constatons qu'elle conduirait à un processus dont l'effet serait contraire à ses objectifs ». La proposition de loi est rejetée par 352 voix des députés de la majorité conservatrice et de l'opposition contre 58 pour son adoption et 18 abstentions.

### Projets contraires de réforme de 2018
Fin 2017, le collectif « Sauvons les femmes » réunit 500 000 signatures pour soutenir la création d'un droit à l'interruption volontaire de grossesse durant les trois premiers mois de grossesse. Un texte législatif en ce sens est rejeté en première lecture par les députés, à 202 voix contre et 194 pour (39 députés libéraux sont en effet absents lors du vote).
En parallèle, le parti conservateurs Droit et justice présente le 8 janvier 2018 un projet de loi visant à supprimer le troisième motif légal d'IVG (qui représente 95 % des avortements légaux pratiqués dans le pays) : la grave malformation du fœtus. L'opposition à cette proposition de nouvelle restriction au recours à l'interruption volontaire de grossesse est bien moindre qu'en 2016, avec un millier de manifestants le 17 janvier 2018.

### Développements récents

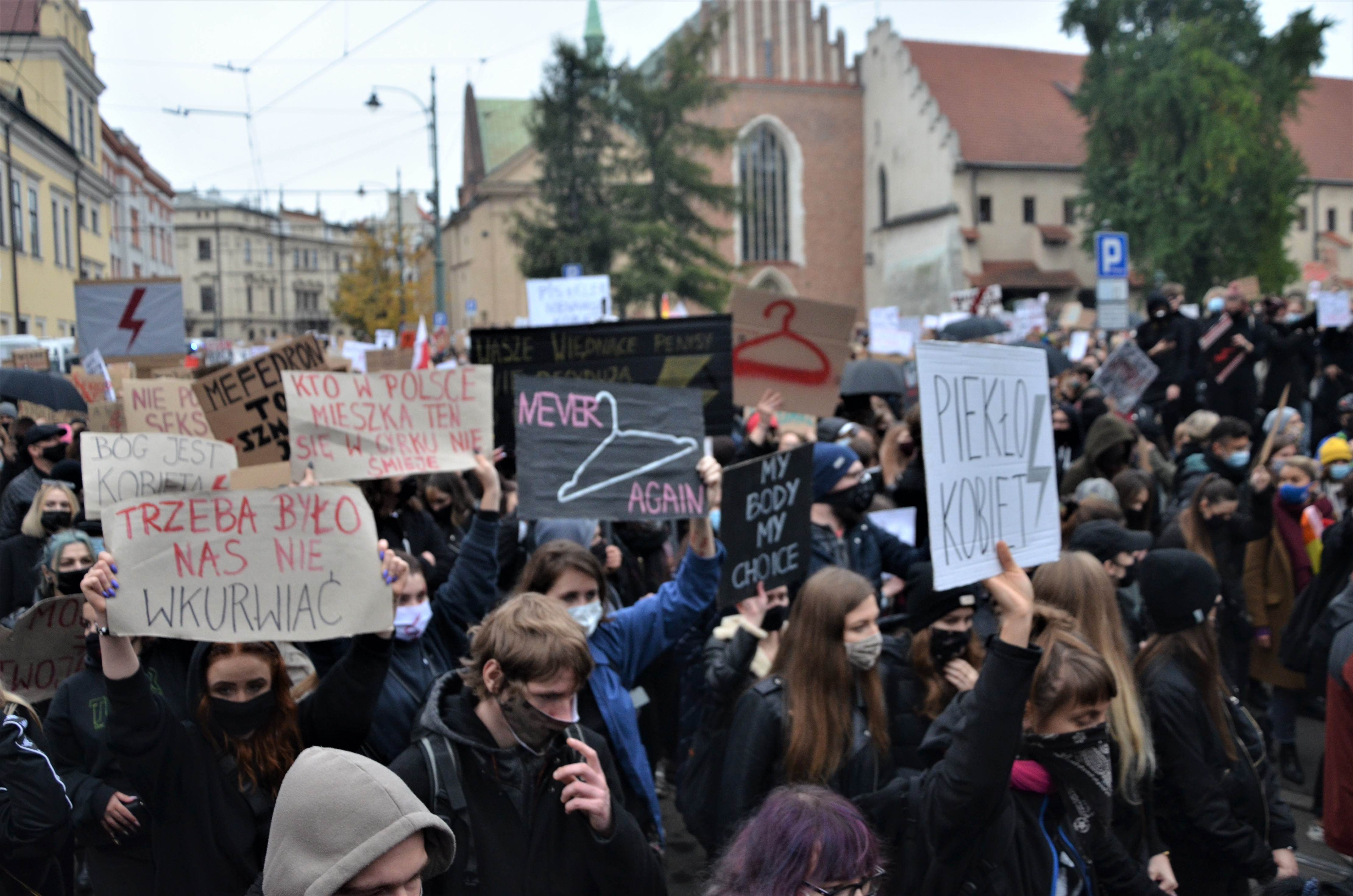
Manifestation à Cracovie le 24 octobre 2020.

Le jeudi 22 octobre 2020, le Conseil constitutionnel polonais a rendu un arrêt très controversé selon lequel les IVG sont inconstitutionnels même dans le cas d'une « malformation grave et irréversible du fœtus » et d'une « maladie incurable ou potentiellement mortelle ».
De grandes manifestations ont eu lieu dans le pays.
Une pétition de soutien à ces manifestations en ligne a été créée par le biais du site change.org.

## Pratique de l'avortement

### Avortement légal
Selon les chiffres officiels, 669 avortements légaux ont eu lieu en Pologne en 2011 : 620 étaient dus à une malformation grave du fœtus et 49 à un risque causé à la vie ou à la santé de la femme enceinte. Pour les partisans de l'avortement, ces chiffres particulièrement bas indiquent que même dans les trois cas prévus par la loi, les femmes ont largement recours aux avortements clandestins.
En pratique, il peut en effet être difficile à une femme enceinte de trouver un médecin acceptant de pratiquer un avortement pour raison médicale et légale. Tout médecin peut refuser l'intervention en son âme et conscience. Cela a donné lieu à des affaires médiatisées aux termes desquelles la Pologne a été condamnée par la Cour européenne des droits de l'homme, par exemple l'affaire Alicja Tysiąc (2007) et l'affaire « Agata » (2012). Les juges européens estiment que dans les cas où l'avortement est autorisé par la loi, l'État doit créer les conditions nécessaires à l'exercice de ce droit,.
Les militants anti-avortement reprochent quant à eux à la loi de ne pas définir avec précision les « malformations graves du fœtus » pouvant conduire à une interruption de la grossesse, et mettent en avant les cas de bébés nés viables – et prématurément - lors d'avortements pratiqués dans le cadre légal.

### Avortement clandestin
Les femmes polonaises désirant mettre un terme à leur grossesse peuvent se rendre à l'étranger. Leur choix se porte généralement sur les pays limitrophes appartenant à l'Union européenne : Allemagne, Slovaquie, République Tchèque, ou encore Autriche ou Pays-Bas où l'avortement est possible sous certaines conditions jusqu'à la 22e semaine de grossesse. Dans ces pays, certaines cliniques disposent d'un site web et d'un accueil en polonais. Il est également possible de se procurer des pilules abortives, en les commandant à l'étranger via Internet ou autre.
Les pilules abortives sont aussi disponibles en Pologne sur le marché noir ou légalement à l'achat à l'étranger,. Peu de médecins acceptent de pratiquer des avortements en Pologne par crainte des sanctions de l'Etat,. En 2005, seules cent affaires d'avortements illégaux ont été portées à l'attention des tribunaux, et près des trois-quarts ont été classées sans suite.
L'organisation Federa, qui milite pour le droit à l'avortement, estime que chaque année entre 80 000 et 150 000 femmes polonaises choisissent de mettre un terme à leur grossesse. Un sondage conduit en 2013 a montré que près d'une femme polonaise adulte sur trois avait eu recours à un avortement. Cette interdiction des avortements a aussi pour conséquence de réduire le nombre de grossesse désirée en Pologne. Beaucoup de femmes redoutent de mourir faute d'une prise en charge médicale adaptée.

## Débat public

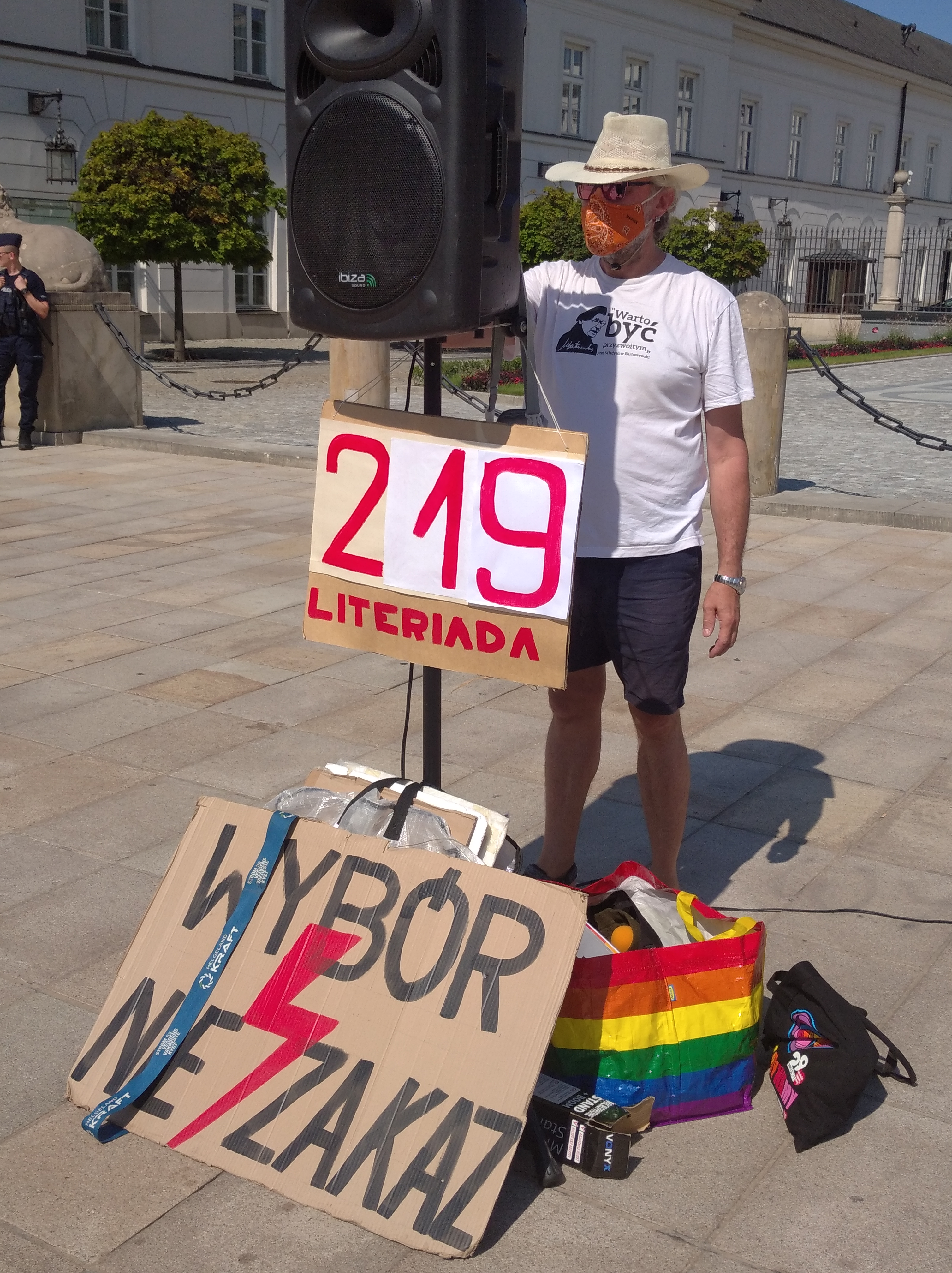
"Choix pas interdit" - slogan de la manifestation "Literiada" à Varsovie, 2021.

L'opinion publique polonaise est profondément favorable à un assouplissement de l'accès à l'avortement. Selon un sondage publié sur Euronews, 83,7 % des Polonais sont favorables à une libération de la loi sur l'avortement. Seules 11,5 % des personnes interrogées souhaitent maintenir le statut légal actuel. 87 % sont favorables à l'avortement lorsque la vie de la mère est en danger, 78 % lorsque la santé de la mère est en danger, 78 % lorsque la grossesse résulte d'un viol ou d'un inceste, et 60 % en cas de malformation du bébé à naître.
La loi sur l'avortement de 1993, votée au terme de vifs débats ne satisfait ni les partisans de l'IVG ni ses opposants. En 1994 et 1996, le parlement de centre-gauche vote par deux fois une loi libéralisant l'avortement. Mais le président de la république Lech Wałęsa y oppose son véto en 1994, et le texte est rejeté par le Tribunal constitutionnel en 1996. Lorsqu'en 2001, après une alternance de quatre ans, une majorité de gauche reprend le parlement, le nouveau Président du conseil Leszek Miller choisit de ne pas froisser l'église catholique qui soutient l'adhésion de la Pologne à l'Union européenne. Dans les années 2010, divers projets d'amendement, allant dans le sens d'une libéralisation ou d'une interdiction de l'avortement, sont rejetés par la Diète. Le « compromis pourri » de 1993 semble aujourd'hui entériné à la fois par les partis de gouvernement et par l'église.
Dans ces conditions, la ligne de front du combat entre partisans et opposants à l'avortement se situe surtout au niveau de l'application de la loi. En première ligne : les médecins, que les militants anti-avortement incitent à faire valoir leur clause de conscience, et qui se font pour certains les porte-parole de la lutte anti-avortement. Dans le camp opposé, on appelle le gouvernement à faciliter l'accès à l'avortement dans les cas prévus par la loi, et à assouplir les procédures de recours en cas de refus du médecin, pour éviter des mortes,.